# Wita Szulc
Wita Szulc (ur. 3 lipca 1941 w Śniatynie, zm. 11 października 2021 w Poznaniu) – polska pedagog, andragog, prekursorka polskiej arteterapii.

## Życiorys
Pracę magisterską obroniła z filologii klasycznej, doktoryzowała się z kulturoznawstwa w 1977 na Uniwersytecie Wrocławskim (praca Model potrzeb kulturalnych w polityce społecznej Polski Ludowej, wydanie książkowe w 2008), a habilitowała z pedagogiki. Miała państwowy dyplom bibliotekarza, certyfikat doradcy rodzinnego, andragoga oraz pracownika kulturalno-oświatowego ze studiów podyplomowych. W drugiej połowie lat 60. XX w. pracowała na stanowisku kierowniczki świetlicy i biblioteki zakładowej w Poznaniu. Była adiunktem na Akademii Medycznej w Poznaniu. Stosowała kulturoterapię, biblioterapię i muzykoterapię w poznańskich akademickich szpitalach klinicznych, na oddziałach intensywnej opieki medycznej.
Była jednym z prekursorów polskiej arteterapii i twórczynią koncepcji arteterapii opartej na kulturze (kulturoterapii). Specjalizowała się w biblioterapii i łączonych formach arteterapii, jak również w badaniach nad historią i metodologią arteterapii. Jako profesor UAM zainicjowała na Wydziale Pedagogiczno–Artystycznym tej uczelni w Kaliszu pierwsze w Polsce studia licencjackie (1996) i podyplomowe (2000) z arteterapii. Była też profesorem Uniwersytetu Wrocławskiego (prowadząc studia doktoranckie i promując czterech doktorów nauk humanistycznych) i Uniwersytetu Zielonogórskiego.
Wykładała na uczelniach w Lublinie, Gnieźnie, Lubinie, Sosnowcu i Legnicy oraz gościnnie w Konserwatorium we Lwowie, Uniwersytecie Tor Vergata w Rzymie, Uniwersytecie Cukurova w Adanie (program Erasmus), Uniwersytetach Pedagogicznych w Wilnie, Żytomierzu i Lipawie.
Od czasu wejścia Polski do Unii Europejskiej współpracowała z European Consortium for Arts Therapies Education jako przedstawiciel regionalny tej organizacji, a następnie przedstawiciel globalny w Polsce.
Była współzałożycielką i pierwszą prezes kaliskiego Stowarzyszenia Arteterapeutów Polskich "Kajros". Od 1998 do 2012 reprezentowała Polskę w Europejskim Komitecie Muzykoterapii EMTC. Była redaktorką czasopism naukowych: Contact person, Nordic Journal of Music Therapy oraz Przeglądu Biblioterapeutycznego (rada naukowa). Opublikowała ponad 250 artykułów i rozdziałów w pracach zbiorowych (języki: polski, angielski, rosyjski, włoski i łotewski) oraz kilkanaście książek.
Pochowano ją 19 października 2021 na Cmentarzu Junikowskim.

## Publikacje
- Kulturoterapia, 1988, Poznań,
- Sztuka i terapia, 1993, Warszawa,
- Kulturoterapia. Wykorzystanie sztuki i działalności kulturalno – oświatowej w lecznictwie, 1994,
- Sztuka w służbie medycyny od antyku do postmodernizmu, 2001, Poznań,
- Muzykoterapia jako przedmiot badań i edukacji, 2005, Lublin,
- Kultura dla mas Polski Ludowej. Wizje ideologów, publicystów i twórców z lat 1944-1956, 2008, Wrocław,
- Arteterapia jako dyscyplina akademicka w krajach europejskich, 2010, Wrocław,
- Arteterapia. Narodziny idei, ewolucja teorii, rozwój praktyki, 2011, Warszawa,
- Kajros i arteterapia. Opowieść autobiograficzna, 2013, Warszawa,
- Arteterapia oparta na wiedzy. Wiedza przydatna organizatorom, nauczycielom i uczestnikom arteterapii, 2014, Legnica,
- Wiedza o arteterapii dla pedagogów i promotorów zdrowia, 2018, Legnica[3].